# San Leo
San Leo är en stad och kommun i den italienska provinsen Rimini i regionen Emilia-Romagna. Före 15 augusti 2009 hörde kommunen dock till provinsen Pesaro e Urbino i regionen Marche.
2018 hade kommunen 2 902 invånare.
Liksom den närliggande stadsstaten San Marino, sägs San Leo ha grundats på 300-talet av en religiös flykting från Rom. De båda städerna ligger omkring tio kilometer ifrån varandra och har den bergiga terrängen gemensam. Dock lyckades San Leo inte behålla sin självständighet som San Marino, utan ställdes under ledning av grannstäder och blev under 1800-talet en del av Italien.
Stadens mest kände invånare är alkemisten och lurendrejaren Alessandro Cagliostro, som tillbringade den sista delen av sitt liv fängslad i stadens fort.